# Southern Sudan Federal Party
Die Southern Sudan Federal Party (arabisch حزب جنوب السودان الاتحادي, dt.: „Föderale Partei des Südlichen Sudan“) war eine kurzlebige Politische Partei im Sudan, die 1957 gegründet wurde. Sie war bei den Parlamentswahlen 1958 erfolgreich, verließ jedoch das Parlament, als klar war, dass ihre föderalistischen Verfassungsvorschläge abgelehnt werden würden, und löste sich kurz darauf auf.
Der Sudan erlangte im Januar 1956 seine Unabhängigkeit. Wahlen sollten im Februar und März 1958 stattfinden. 1957 beschlossen Ezboni Mondiri und andere junge Intellektuelle und Universitätsabsolventen aus dem Süden, eine Partei zu gründen, die sich für die vom Süden benötigten politischen Maßnahmen einsetzen sollte. Father Saturnino Lohure Hilangi gehörte ebenfalls zu den Gründern. Die Gründer nannten die Partei „Southern Federal Party“, „Federal Party“ und „Federalist Party“. Die Parteisatzung legte Grundsätze fest, darunter die Forderung nach einer gleichberechtigten Föderation der nördlichen und südlichen Staaten, in der Englisch und Arabisch gleichermaßen anerkannt würden. Der Staat sollte säkular sein, Islam und Christentum als die beiden Hauptreligionen anerkannt, andere Religionen jedoch respektiert werden. Der Süden sollte über einen eigenen öffentlichen Dienst, ein eigenes Bildungssystem und eine eigene Armee verfügen.
Die Föderale Partei bildete eine Einheitsfront mit der Antiimperialistischen Front (Anti-Imperialist Front, AIF). Auch der amtierende Premierminister Ismail al-Azhari knüpfte Kontakte zu den Föderalisten und zu den Gewerkschaften. In den Wahlen im Februar 1958 gewannen die Föderalisten 40 der 46 Parlamentssitze, die dem Süden zugestanden worden waren. Das Parteiprogramm stellte für die Behörden eine ernsthafte Herausforderung dar. Als jedoch klar wurde, dass die Forderungen der Föderalisten von der verfassunggebenden Versammlung ignoriert werden würden, verließen die Abgeordneten aus dem Süden am 16. Juni 1958 das Parlament. Die Regierung verhaftete Mondiri und die SSFP löste sich auf. An ihrer Stelle gründete Saturnino den Südblock (Southern Block) mit 25 Mitgliedern. Im November 1958 ergriff General Ibrahim Abbud die Macht und löste das Parlament auf.